# Weihermühle (Münchsteinach)
Weihermühle ist ein Gemeindeteil der Gemeinde Münchsteinach im Landkreis Neustadt an der Aisch-Bad Windsheim (Mittelfranken, Bayern). Weihermühle liegt in der Gemarkung Münchsteinach.

## Geographie
Die Einöde liegt an der Steinach, einen linken Zufluss der Aisch. Im Nordosten erhebt sich der Schachtelstein im Lehenwald, im Südwesten der Münchberg im Waldgebiet Hagenbüchach und im Südosten der Wolfsberg. Zwischen dem Schachtelstein und dem Wolfsberg befindet sich der Wolfsgrund und die Stahlleite mit der Wolfsquelle, die bei der Weihermühle als linker Zufluss in die Steinach mündet. Die Staatsstraße 2259 führt nach Mittelsteinach (1,5 km nordwestlich) bzw. nach Münchsteinach (1,5 km südöstlich).

## Geschichte
Der Ort wurde 1536 als „Weyermuͤlen“ erstmals urkundlich erwähnt.
Gegen Ende des 18. Jahrhunderts gehörte die Weihermühle zur Realgemeinde Münchsteinach. Das Hochgericht übte das brandenburg-bayreuthische Stadtvogteiamt Neustadt an der Aisch aus. Das Anwesen hatte das brandenburg-bayreuthische Klosteramt Münchsteinach Grundherrn. Unter der preußischen Verwaltung (1792–1806) des Fürstentums Bayreuth erhielt die Weihermühle die Hausnummer 44 des Ortes Münchsteinach.
Von 1797 bis 1810 unterstand der Ort dem Justizamt Dachsbach und Kammeramt Neustadt. Im Rahmen des Gemeindeedikts wurde Weihermühle dem 1811 gebildeten Steuerdistrikt Münchsteinach und der 1813 gebildeten Ruralgemeinde Münchsteinach zugeordnet.

## Einwohnerentwicklung
| Jahr      | 001818 | 001840 | 001861 | 001871 | 001885 | 001900 | 001925 | 001950 | 001961 | 001970 | 001987 |
| Einwohner | 12     | 7      | 13     | 11     | 10     | 9      | 8      | 15     | 7      | 4      | 2      |
| Häuser    | 2      | 1      |        |        | 3      | 2      | 2      | 2      | 2      |        | 1      |
| Quelle    | [ 9 ]  | [ 10 ] | [ 11 ] | [ 12 ] | [ 13 ] | [ 14 ] | [ 15 ] | [ 16 ] | [ 17 ] | [ 18 ] | [ 1 ]  |

## Religion
Der Ort ist seit der Reformation evangelisch-lutherisch geprägt und nach St. Nikolaus (Münchsteinach) gepfarrt.